# Banca Popolare di Roma (1924-1957)
La Banca Popolare di Roma S.C.r.l. è  stata un istituto di credito italiano monosportello.

## Storia
La banca è stata fondata a Roma l'8 marzo 1924, inizialmente come "Società Anonima Cooperativa di Credito fra i Dipendenti della Aziende Pubbliche e delle grandi Amministrazioni private", che il 19 maggio 1948 assunse tale denominazione.
Inizialmente costituita come società cooperativa con il fine mutualistico di favorire l'accesso al credito dei soci, il proprio capitale passò nelle mani di diverse società private, dal Gruppo Leone alla Compagnia Tirrena di Assicurazioni fino all'Istituto Nazionale delle Assicurazioni (INA). Fin dalla sua nascita ha da sempre riscontrato difficoltà finanziarie, subendo dal 1946 al 1948 una gestione commissariale.
Su tutte, l'INA tentò di piegare l'istituto capitolino ai propri interessi, richiedendo alla Banca d'Italia il consenso per trasformare l'azienda di credito in una società per azioni. Il rifiuto dell'allora governatore Donato Menichella spalancò le porte per la cessione dell'azienda romana dall'INA alla Banca Popolare di Milano, che avvenne  il 22 dicembre 1957 e ne inglobò tutte le attività, compreso l'unico sportello cittadino che cambiò quindi insegna.